# Fauglia
Fauglia is een gemeente in de Italiaanse provincie Pisa (regio Toscane) en telt 3298 inwoners (31-12-2004). De oppervlakte bedraagt 42,4 km², de bevolkingsdichtheid is 78 inwoners per km².
De volgende frazioni maken deel uit van de gemeente: Poggio Pallone, Valtriano, Acciaiolo, Luciana, Santo Regolo, I Poggetti en Vallicelle.

## Demografie
Fauglia telt ongeveer 1267 huishoudens. Het aantal inwoners steeg in de periode 1991-2001 met 8,7% volgens cijfers uit de tienjaarlijkse volkstellingen van ISTAT.
| Jaar | Inwoneraantal |
| ---- | ------------- |
| 1991 | 2873          |
| 2001 | 3124          |

## Geografie
De gemeente ligt op ongeveer 91 m boven zeeniveau.
Fauglia grenst aan de volgende gemeenten: Collesalvetti (LI), Crespina, Lorenzana en Orciano Pisano.

## Geboren
- Raffaele Di Paco (1908–1996), Italiaans wielrenner

## Galerij

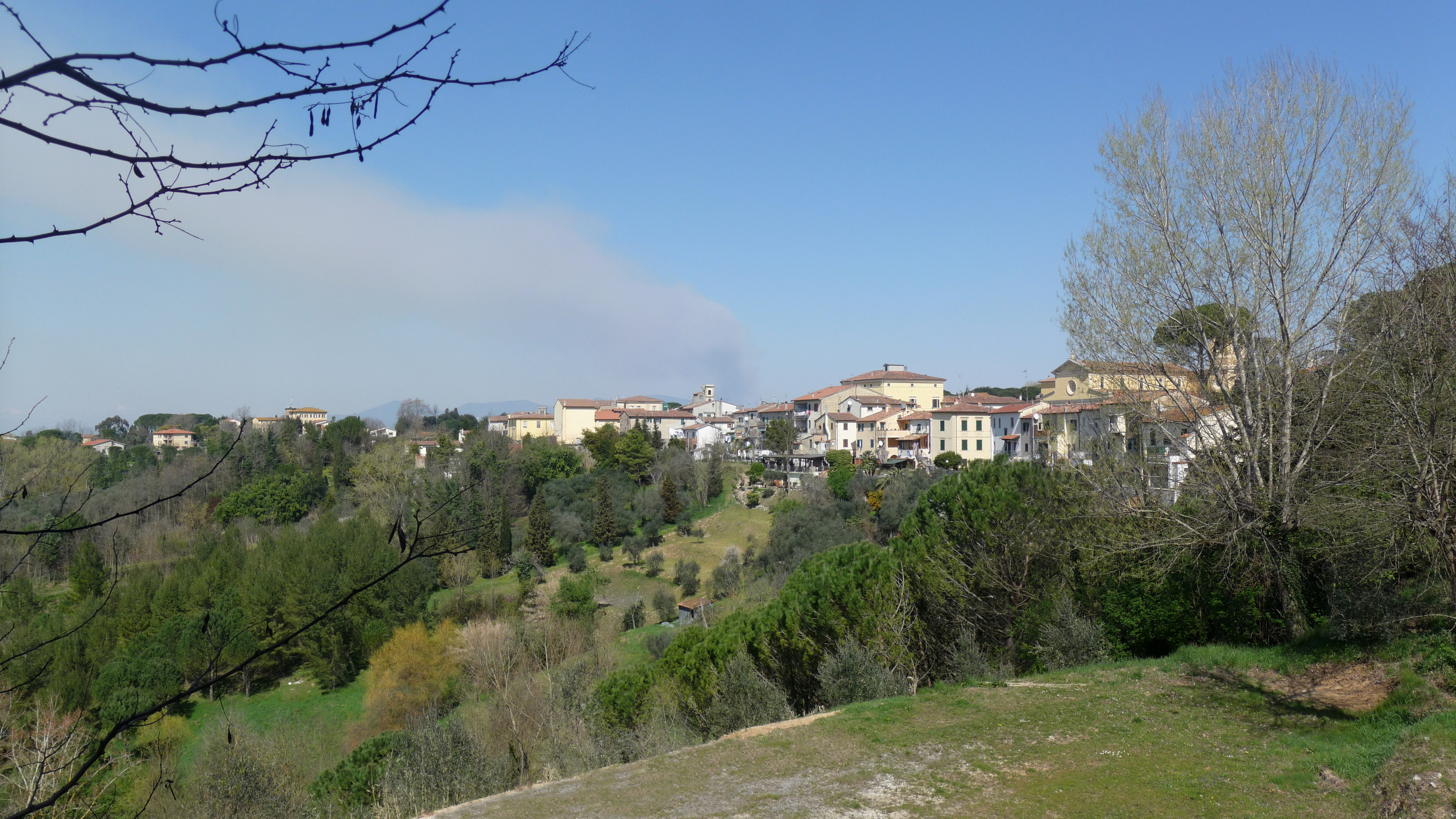
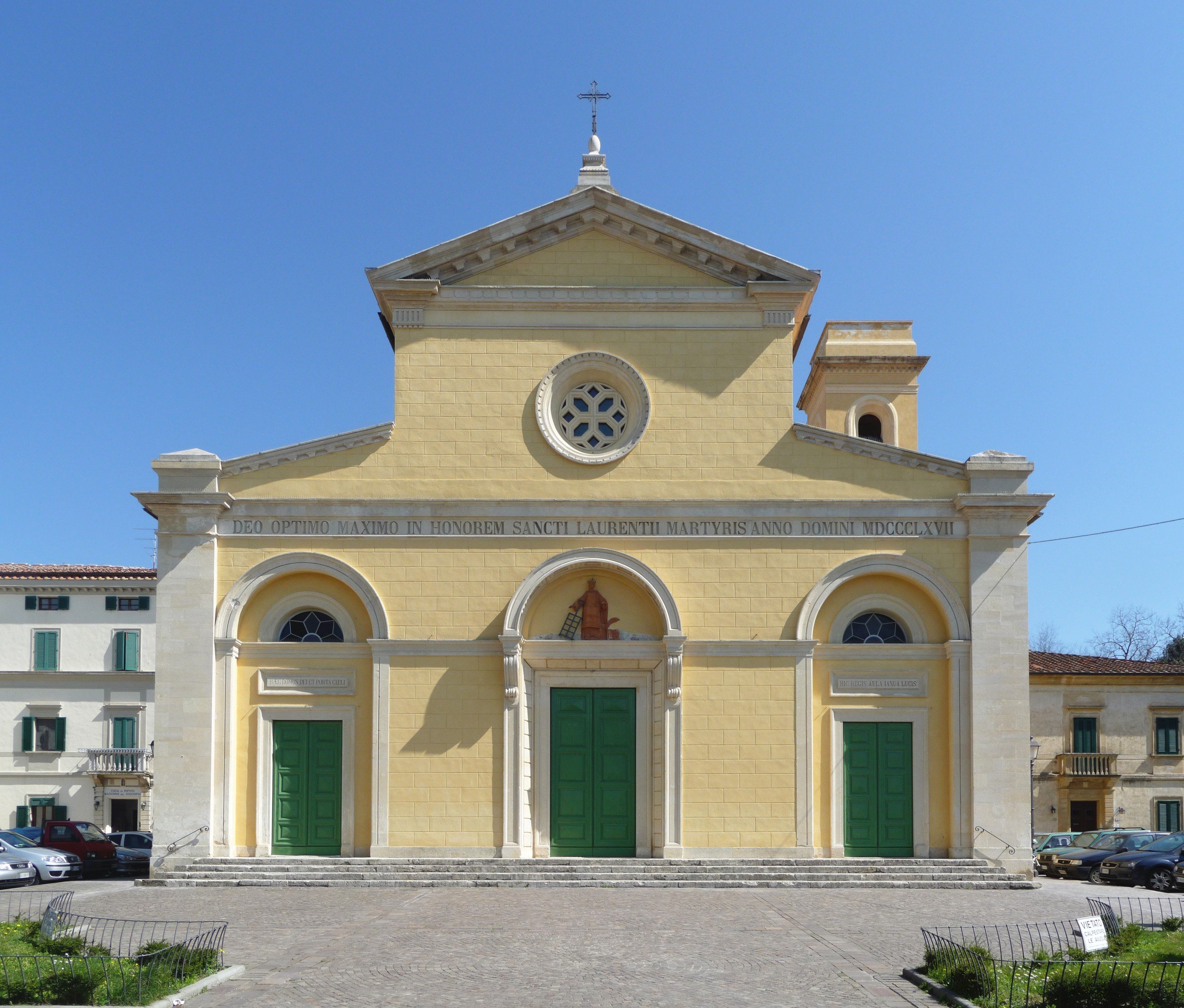
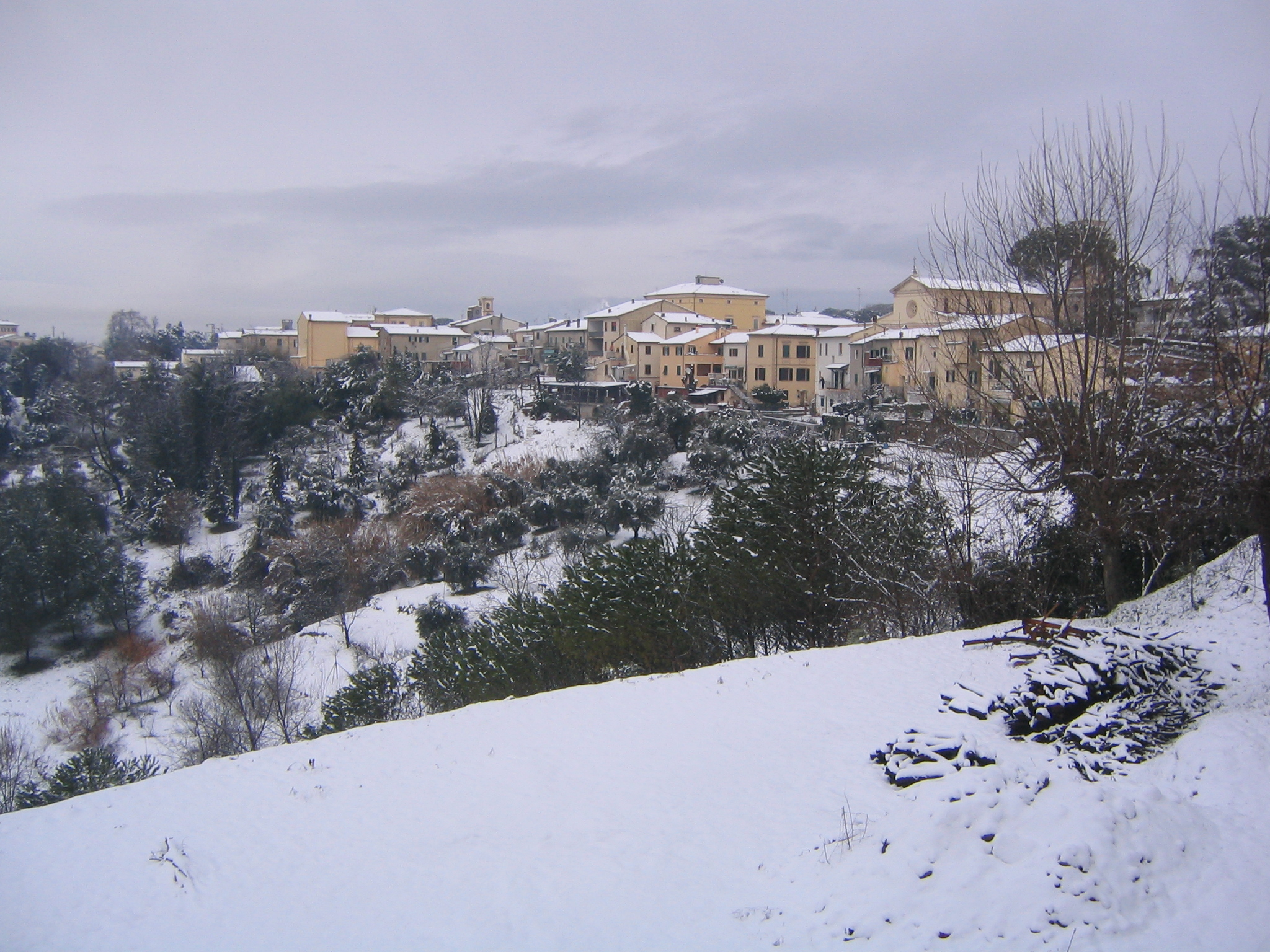
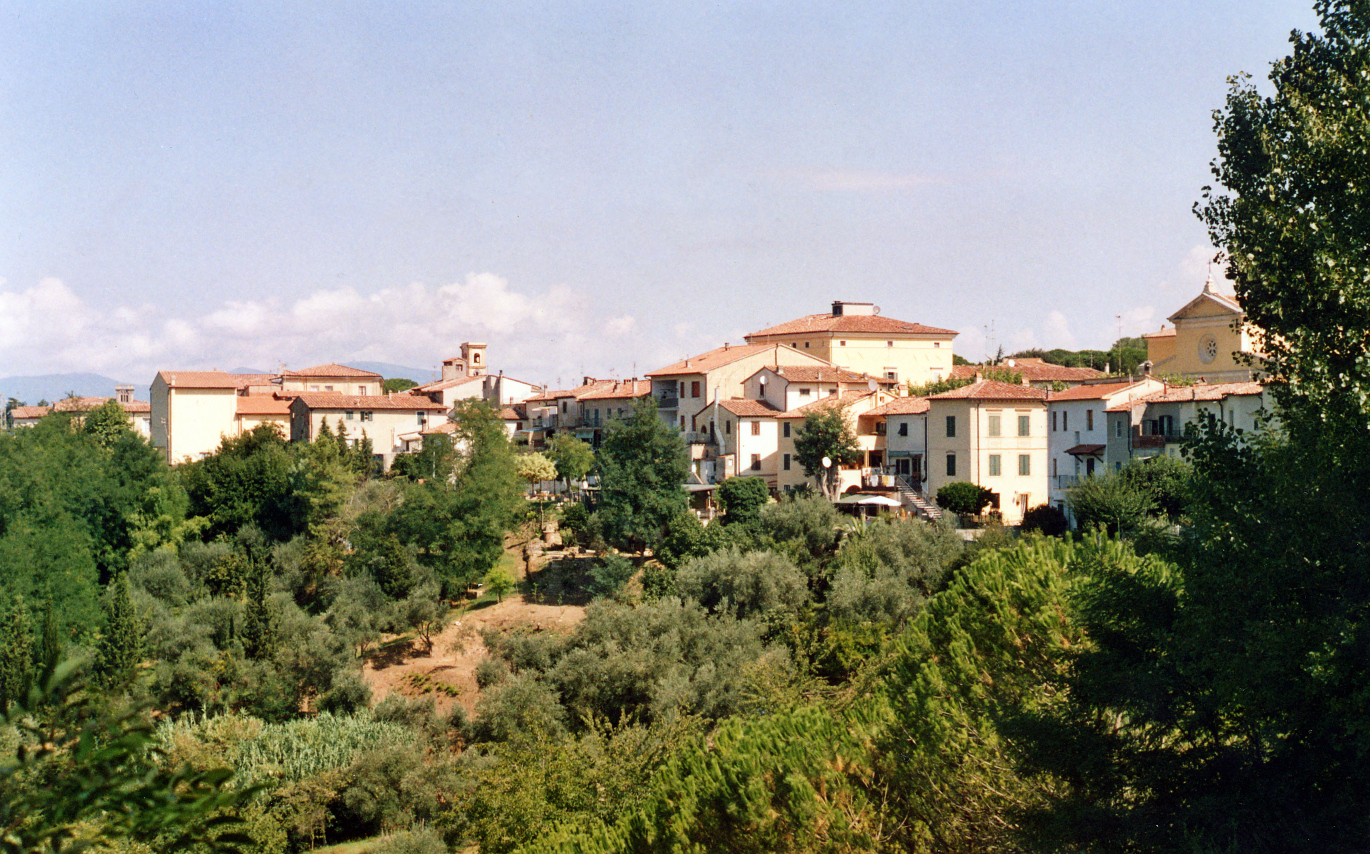
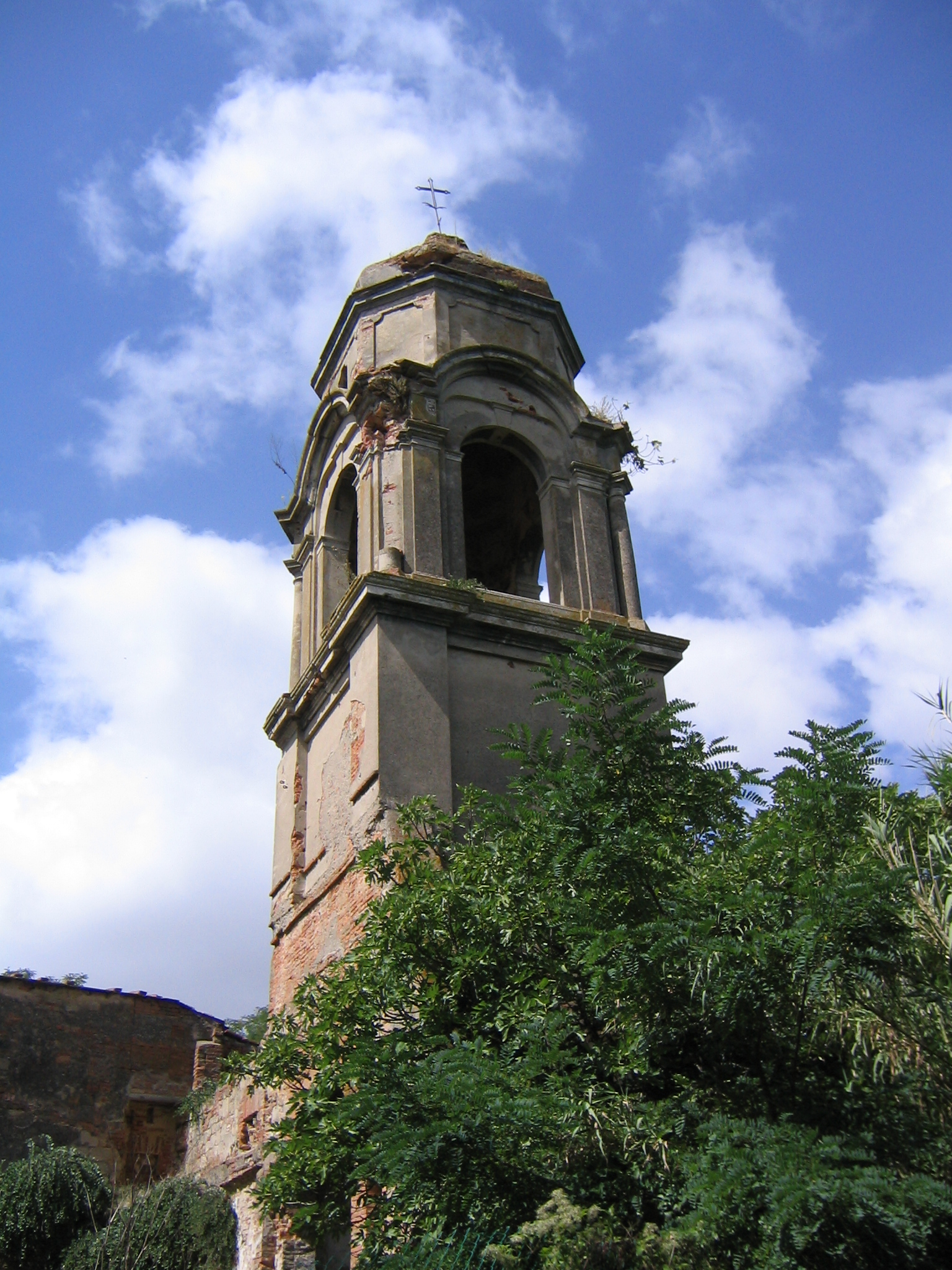

Bientina · Buti · Calci · Calcinaia · Capannoli · Casale Marittimo · Casciana Terme · Cascina · Castelfranco di Sotto · Castellina Marittima · Castelnuovo di Val di Cecina · Chianni · Crespina · Fauglia · Guardistallo · Lajatico · Lari · Lorenzana · Montecatini Val di Cecina · Montescudaio · Monteverdi Marittimo · Montopoli in Val d'Arno · Orciano Pisano · Palaia · Peccioli · Pisa · Pomarance · Ponsacco · Pontedera · Riparbella · San Giuliano Terme · San Miniato · Santa Croce sull'Arno · Santa Luce · Santa Maria a Monte · Terricciola · Vecchiano · Vicopisano · Volterra
1. ↑  https://demo.istat.it/?l=it.